# Mordellistena testaceiceps
Mordellistena testaceiceps es una especie de coleóptero de la familia Mordellidae.

## Distribución geográfica
Habita en el Archipiélago Malayo.